# Raħal Kunċizzjoni
Raħal Kunċizzjoni – ou plus simplement Kunċizzjoni – est un hameau rural de Malte, peut-être un des derniers exemples d'un raħal du XVIIIe siècle. Situé dans l'ouest de Malte, il fait partie du conseil local (Kunsill Lokali) de Rabat compris dans la région (Reġjun) Tramuntana.

## Origine
Voulu par le grand maître de l'ordre de Saint-Jean de Jérusalem Antoine de Paule (1554-1636), le hameau ne sera réalisé qu'un siècle plus tard par un autre grand maître António Manoel de Vilhena (1663-1736). L'entrée monumentale porte le nom de Paola (Paule), ses armes et la date de création 1731.

### Toponymie
Kunċizzjoni vient du nom de la chapelle dédiée à la Kunċizzjoni Immakulata (Immaculée conception).

## Église
La chapelle Kunċizzjoni Immakulata (Immaculée conception).

## Géographie
Le hameau est situé dans le wied Gerżuma sur le plateau de Baħrija.

## Sources
- (mt) Alfie Guillaumier, Bliet u Rħula Maltin (Villes et villages maltais), Klabb Kotba Maltin, Malte, 2005.
- (en) Juliet Rix, Malta and Gozo, Brad Travel Guide, Angleterre, 2013.
- Alain Blondy, Malte, Guides Arthaud, coll. Grands voyages, Paris, 1997.